# Pachyballus cordiformis
Pachyballus cordiformis är en spindelart som beskrevs av Berland, Millot 1941. Pachyballus cordiformis ingår i släktet Pachyballus och familjen hoppspindlar. Inga underarter finns listade i Catalogue of Life.